# Silver Throat: Bill Cosby Sings
| Recensione | Giudizio |
| ---------- | -------- |
| AllMusic   | [ 1 ]    |

Silver Throat: Bill Cosby Sings è un album discografico di Bill Cosby, pubblicato nel 1967 dalla Warner Bros. Records.

## Descrizione
Si tratta del primo lavoro discografico di Cosby inciso in studio, nonché il primo che lo vede cantare e non recitare monologhi comici. Durante la session, l'attore viene supportato dalla Watts 103rd Street Rhythm Band. 
La maggior parte dei brani sono reinterpretazioni rhythm and blues. Il disco contiene anche una canzone originale composta dallo stesso Cosby, Don'cha Know.
Little Ole Man ottiene un discreto successo commerciale. Il singolo raggiunge la quarta posizione nella classifica U.S. Hot 100.

## Tracce
Lato 1
1. Bright Lights, Big City (Reed) – 2:41
2. Big Boss Man (Dixon, Smith) – 2:45
3. Hush Hush (Reed) – 1:54
4. Baby, What You Want Me to Do (Reed) – 2:43
5. Tell Me You Love Me (Reed, Smith)  – 3:07
6. Aw Shucks, Hush Your Mouth (Reed) – 1:36

Lato 2
1. Little Ole Man (Uptight, Everything's Alright) (Henry Cosby, Sylvia Moy, Wonder) – 4:10
2. Mojo Workout (Bright) – 2:53
3. I Got a Woman (Charles) – 3:22
4. Don'cha Know (Cosby) – 2:45
5. Place in the Sun (Miller, Wells) – 2:35